# Only Human
Only Human – czwarty album studyjny brytyjskiej piosenkarki Cheryl Cole, wydany 7 listopada 2014 roku nakładem wytwórni Polydor. Krążek zadebiutował na siódmym miejscu UK Albums Chart, rozchodząc się w pierwszym tygodniu sprzedaży w ilości 20 000 egzemplarzy. Jest to najniżej notowany album Cheryl w Wielkiej Brytanii. Dwa single „Crazy Stupid Love” oraz „I Don't Care” dotarły na szczyt notowania UK Singles Chart, dzięki czemu Cheryl stała się pierwszą brytyjską piosenkarką, której pięć singli osiągnęło pierwsze miejsce w tym kraju.

## Lista utworów
| Only Human – wydanie standardowe | Only Human – wydanie standardowe             | Only Human – wydanie standardowe                                                                                                  | Only Human – wydanie standardowe | Only Human – wydanie standardowe |
| Nr                               | Tytuł utworu                                 | Autorzy | Produkcja                        | Długość                          |
| -------------------------------- | -------------------------------------------- | --- | -------------------------------- | -------------------------------- |
| 1.                               | „Intro”                                      | Rick Parkhouse, George Tizzard | Red Triangle                     | 1:51                             |
| 2.                               | „Live Life Now”                              | Cheryl, Max Marshall, Henrik Barman, Michelsen Edvard, Førre Erfjord, Tom Havelock                                                | Electric                         | 2:54                             |
| 3.                               | „It's About Time”                            | Nicola Roberts, The Invisible Men, James Draper                                                                                   | The Invisible Men, Draper        | 3:49                             |
| 4.                               | „Crazy Stupid Love (featuring Tinie Tempah)” | Wayne Wilkins, Heidi Rojas, Katelyn Tarver, Cheryl, Patrick Okogwu                                                                | Wilkins, Kevin Anyaeji           | 3:45                             |
| 5.                               | „Waiting for Lightning”                      | Francisca Hall, Matt Morris, Jesse Shatkin                                                                                        | Shatkin                          | 3:56                             |
| 6.                               | „I Don't Care”                               | Jocke Åhlund, Bonnie McKee, John Newman, Cheryl                                                                                   | Åhlund, Oligee                   | 4:00                             |
| 7.                               | „Only Human”                                 | Matt Schwartz, Jo Perry, Cass Lowe                                                                                                | Schwartz                         | 3:34                             |
| 8.                               | „Stars”                                      | Cheryl, G. Tizzard, Parkhouse, Nicole Jones, Daniel Spencer                                                                       | Red Triangle                     | 2:57                             |
| 9.                               | „Throwback”                                  | Cheryl, G. Tizzard, Parkhouse, Camille Purcell, Roberts                                                                           | Red Triangle                     | 3:04                             |
| 10.                              | „All in One Night”                           | Cheryl, Michelsen, Efjord, Havelock                                                                                               | Electric                         | 3:09                             |
| 11.                              | „Goodbye Means Hello”                        | Lucas Secon, Roberts, Clifford Smith, Haldane Browne, Fridolin Nordsoe, Frederick Nordsoe, Jon Schumann, Bo Rande, Christian Leth | Secon                            | 3:46                             |
| 12.                              | „Coming Up for Air (featuring Joel Compass)” | Cheryl, Cass Lowe, Scott Hoffman                                                                                                  | Lowe, Babydaddy                  | 4:21                             |
| 13.                              | „Fight On”                                   | G. Tizzard, Parkhouse, Katy Tizzard                                                                                               | Red Triangle                     | 3:33                             |
| 14.                              | „Yellow Love”                                | David Dawood, Roberts | DaWood                           | 3:51                             |
| 15.                              | „Beats N Bass”                               | Cheryl, G. Tizzard, Parkhouse, K. Tizzard                                                                                         | Red Triangle                     | 2:59                             |
|                                  |                                              | |                                  | 51:29                            |

## Notowania i certyfikaty
| Lista (2014)                      | Najwyższa pozycja |
| --------------------------------- | ----------------- |
| Belgia (Ultratop 50 Flandria)     | 198               |
| Irlandia (IRMA)                   | 9                 |
| Szkocja (Official Charts Company) | 8                 |
| Wielka Brytania (UK Albums Chart) | 7                 |

| Kraj                  | Certyfikat | Sprzedaż |
| --------------------- | ---------- | -------- |
| Wielka Brytania (BPI) | Srebro     | 60 000+  |

## Historia wydania
| Kraj            | Data              | Format(y)               | Wytwórnia       | Edycja              |
| --------------- | ----------------- | ----------------------- | --------------- | ------------------- |
| Irlandia        | 7 listopada 2014  | - CD - digital download | Polydor         | - Standard - deluxe |
| Australia       | 7 listopada 2014  | Digital download        | Polydor         | - Standard - deluxe |
| Wielka Brytania | 10 listopada 2014 | - CD - digital download | Polydor         | - Standard - deluxe |
| Niemcy          | 14 listopada 2014 | - CD - digital download | Universal Music | - Standard - deluxe |
| Australia       | 14 listopada 2014 | CD                      | Polydor         | - Standard - deluxe |
| Nowa Zelandia   | 14 listopada 2014 | - CD - digital download | Polydor         | - Standard - deluxe |
| Hiszpania       | 18 listopada 2014 | - CD - digital download | Polydor         | - Standard - deluxe |
| Polska          | 18 listopada 2014 | - CD - digital download | Universal Music | - Standard - deluxe |